# Berwick (Neuseeland)
Berwick ist eine kleine Siedlung in der Region Otago auf der Südinsel von Neuseeland.

## Namensherkunft
Die Herkunft des Ortsnamens ist nicht geklärt. Nach der in Neuseeland üblichen Namensgebung, die in der Regel nach englischen Orten erfolgt, ist Berwick-upon-Tweed in Northumberland der wahrscheinlichste Namenspatron.

## Geographie
Die Siedlung liegt 20 km südwestlich von Mosgiel am südwestlichen Ende der Taieri Plains. Westlich der Siedlung schlängelt sich der Waipori River an den Gehöften vorbei und gut 2 km südlich der Siedlung liegt der Lake Waipori sowie 2 km südwestlich der Kiefernforst Berwick Forest.
In Berwick befindet sich ein Lager des Otago Youth Adventure Trust.